# Шотландская национальная галерея современного искусства
Шотландская национальная галерея современного искусства (англ. Scottish National Gallery of Modern Art) — музейное собрание произведений современного искусства, хранящееся в Эдинбурге.

## Общие сведения
Шотландский национальный музей современного искусства был открыт в 1960 году в здании Инверлейт-хаус, на территории Королевского Ботанического сада. В 1980 он был переведён в своё нынешнее помещение — здание в неоклассическом стиле в эдинбургском Вест-Энде, построенное в 1825—1828 годах архитектором Уильямом Барном для школы при госпитале Джона Уотсона.
У фронтальной части здания расположен Парк скульптур, в котором можно увидеть работы Генри Мура, Тони Крэгга, Рэйчел Уайтред и Барбары Хэпуорт. В 2002 году на газоне перед фронтальной частью была возведена ландшафтным дизайнером и архитектором Чарльзом Дженксом гигантская «земельная» скульптурная форма. По словам её создателя, скульптура была инспирирована теорией хаоса. За неё в 2004 году музею была присуждена премия Гульбекяна размером в 100 тысяч фунтов стерлингов.
В состав собрания входят работы таких мастеров современной живописи, как Пикассо, Брак, Мондриан, Уорхол, Рой Лихтенштейн, произведения Шотландских Колористов, Фрэнсиса Бэкона, Питера Хаусона, Люсьена Фрейда, Дугласа Гордона и других. В галерее также проводятся передвижные выставки. Работы художников-сюрреалистов и дадаистов хранятся в эдинбургской галерее Дина.

## Галерея

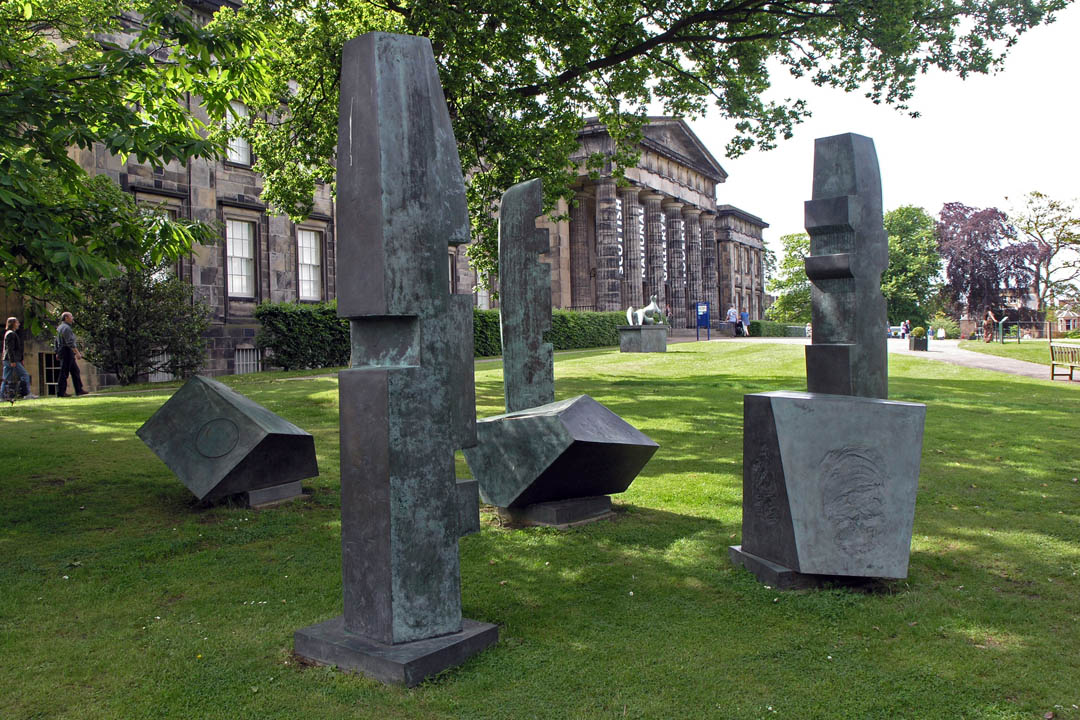
Барбара Хепуорт, Превращение с магическими камнями (1973)
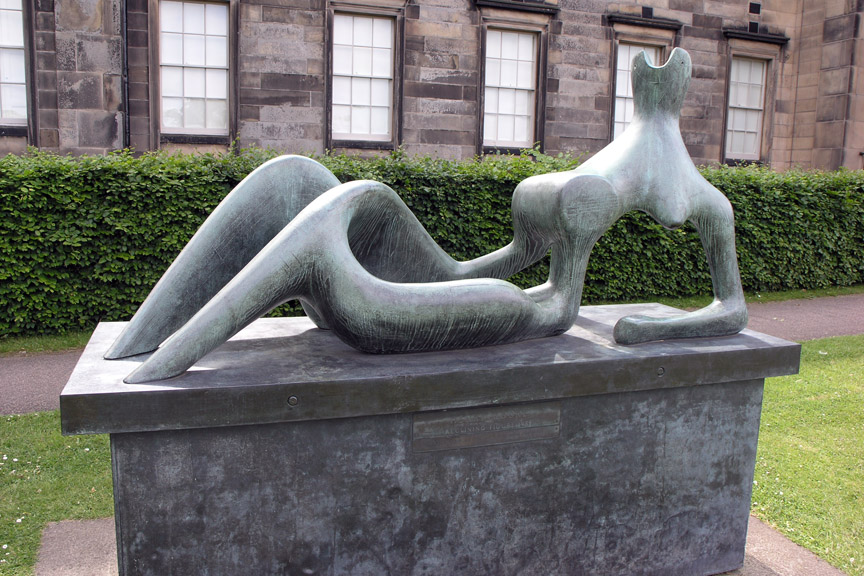
Генри Мур, Облокотившаяся фигура (1951)
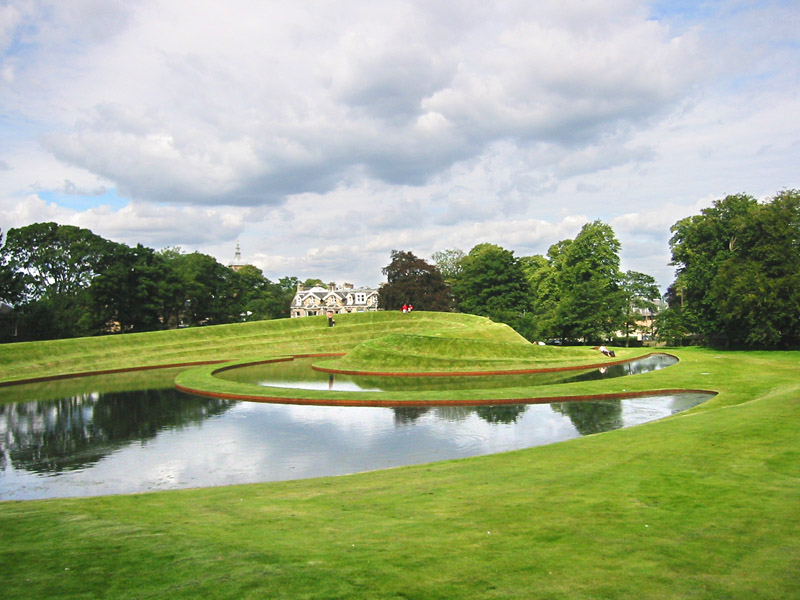
Чарльз Дженкс, Земельная форма
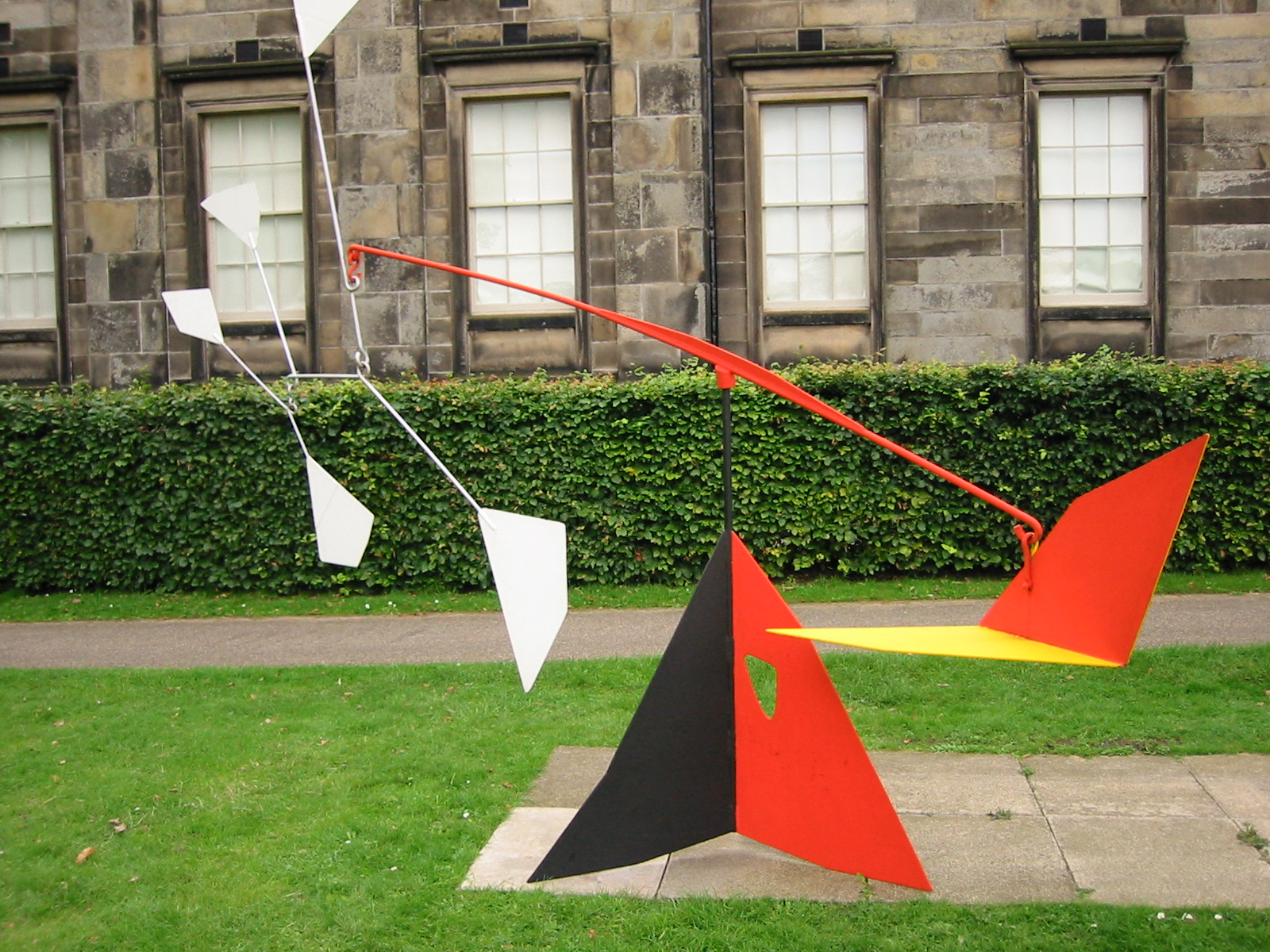
А. Кольдер, Оперение (1953)
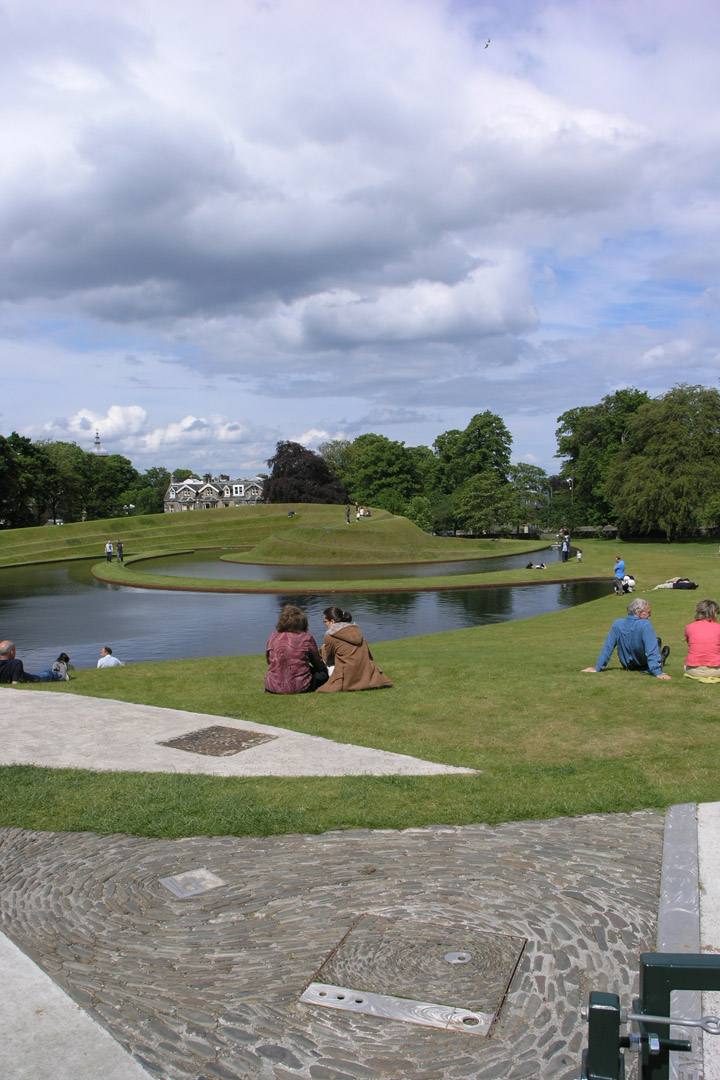
Земельная форма, завоевавшая премию Гульбекяна в мае 2004 года